# Obzor
Obzor (în bulgară Обзор) este un oraș în Obștina Nesebăr, Regiunea Burgas, Bulgaria. Este o stațiune populară de pe litoralul bulgar al Mării Negre.

## Demografie
Componența etnică a orașului Obzor
     Bulgari (92,01%)
     Nicio identificare (5,71%)
     Altele (2,45%)
La recensământul din 2011, populația orașului Obzor era de 2.117 locuitori. Din punct de vedere etnic, majoritatea locuitorilor (92,01%) erau bulgari. Pentru 5,71% din locuitori nu este cunoscută apartenența etnică. Locul este cunoscut și pentru plaja sa de nudiști și colonia naturalistă. Plaja nudistă Irakli este situată la 10 kilometri de Sunny Beach.